# Gonanticlea laetifica
Gonanticlea laetifica är en fjärilsart som beskrevs av Louis Beethoven Prout 1931. Gonanticlea laetifica ingår i släktet Gonanticlea och familjen mätare. Inga underarter finns listade i Catalogue of Life.